# Cacique Rum
Il Cacique è un rum prodotto in venezuela dalla multinazionale Diageo.
Commercializzato a partire dal 1959, questo distillato è di colore ambrato, ed è costituito da una miscela di 7 rum, filtrati per 3 volte. Il tutto è invecchiato per 2 anni.
Il nome di cacique, che in spagnolo significa Capo Tribù, caratterizza l'etichetta della bottiglia.